# Lingya
Lingya (chiń. upr. 苓雅区; chiń. trad. 苓雅區; pinyin Língyǎ qū; Wade-Giles Ling-ya ch’ü) – dzielnica (chiń. 區, qū) w rejonie miejskim miasta wydzielonego Kaohsiung na Tajwanie. 
23 czerwca 2009 komitet przy Ministrze Spraw Wewnętrznych Republiki Chińskiej zarekomendował scalenie dotychczasowego powiatu Kaohsiung (chiń. trad. 高雄縣; pinyin Gāoxióng xiàn) i miasta wydzielonego Kaohsiung (chiń. trad. 高雄直轄市; pinyin Gāoxióng zhíxiáshì) w jedno miasto wydzielone; Dotychczasowe dzielnice miejskie (chiń. 區, qū), jak Lingya, zachowały po scaleniu swój dotychczasowy status. Ustawa weszła w życie 25 grudnia 2010 roku.
Populacja dzielnicy Lingya w 2016 roku liczyła 172 895 mieszkańców – 89 464 kobiety i 83 431 mężczyzn. Liczba gospodarstw domowych wynosiła 72 227, co oznacza, że w jednym gospodarstwie zamieszkiwało średnio 2,39 osób.

## Demografia (2011–2016)
| Rok  | Liczba ludności | Gęstość zaludnienia | Kobiety | Mężczyźni | Gospodarstwa domowe |
| ---- | --------------- | ------------------- | ------- | --------- | ------------------- |
| 2011 | 181 717         | 22 290              | 93 446  | 88 271    | 72 018              |
| 2012 | 179 512         | 22 020              | 92 439  | 87 073    | 72 166              |
| 2013 | 177 716         | 21 799              | 91 656  | 86 060    | 72 273              |
| 2014 | 175 854         | 21 571              | 90 807  | 85 047    | 72 170              |
| 2015 | 174 515         | 21 407              | 90 191  | 84 324    | 72 263              |
| 2016 | 172 895         | 21 208              | 89 464  | 83 431    | 72 227              |